# Rhynchostegiella zeyheri
Rhynchostegiella zeyheri är en bladmossart som beskrevs av Brotherus 1909. Rhynchostegiella zeyheri ingår i släktet nålmossor, och familjen Brachytheciaceae. Inga underarter finns listade i Catalogue of Life.